# Nelly Banco
Pour les articles homonymes, voir Banco.
Nelly Banco (née le 17 février 1986 à Châtenay-Malabry) est une athlète française spécialiste du 200 mètres.

## Carrière
En 2004, Nelly Banco remporte la médaille de bronze du relais 4 × 100 mètres lors des Championnats du monde juniors de Grosseto. L'équipe de France, composée par ailleurs de Natacha Vouaux, Lina Jacques-Sébastien et Aurélie Kamga, établit un nouveau record de France junior de la discipline en 43 s 68. Championne de France junior du 200 m en 2005, la Française remporte une nouvelle médaille de bronze dans l'épreuve collective à l'occasion des Championnats d'Europe juniors de Kaunas. Championne de France espoirs du 100 mètres et du 200 mètres en 2006, elle termine deuxième du 200 m lors des Championnats d'Europe espoirs de Debrecen, derrière la Russe Yuliya Chermoshanskaya.
Son record personnel sur 200 m est de 23 s 14, établi en 2008 lors de la réunion de Montgeron.
En 2010, Nelly Banco dispute les séries du 4 × 100 m des Championnats d'Europe de Barcelone et permet à l'équipe de France de se qualifier pour la finale (43 s 35). Non retenue pour la finale, elle reçoit néanmoins la médaille d'argent au titre de sa participation au tour précédent.

## Palmarès
| Date | Compétition         | Lieu    | Résultat | Épreuve   | Temps   |
| ---- | ------------------- | ------- | -------- | --------- | ------- |
| 2009 | Jeux méditerranéens | Pescara | 1re      | 4 × 100 m | 43 s 79 |

## Records personnels
- 200 m : 22 s 98 (2012)

## Liens
- Ressources relatives au sport :   - EspritBleu
  - Fédération française d'athlétisme
  - World Athletics